# M36 Jackson
Il Gun Motor Carriage M36 era un mezzo cacciacarri impiegato dall'U.S. Army nella seconda guerra mondiale. A questo mezzo ci si riferisce anche con la denominazione di Jackson o con il soprannome di Slugger. Inoltre, come per gli altri cacciacarri americani, era in voga la denominazione generica di TD (Tank Destroyer) anche se la denominazione più utilizzata rimaneva quella di M36.

## Storia
Con l'apparizione sul campo di battaglia dei carri pesanti tedeschi Panzer V Panther e Panzer VI Tiger I il cacciacarri standard dell'Esercito Americano, il Gun Motor Carriage M10 divenne rapidamente obsoleto. Il suo cannone da 76 mm non fu più in grado di garantire il successo contro questi mezzi.
L'obsolescenza del Wolverine era però già stata prevista e nel settembre del 1942 si era iniziato a sviluppare un mezzo dotato del cannone da 90 mm M3.
Il risultato di questi studi fu appunto il Jackson. Questo carro utilizzava lo stesso scafo del precedente M10 ma, con il suo cannone da 90 mm ad alta velocità, rappresentò un grande incremento nella potenza di fuoco. Inoltre il mezzo era dotato di un motore più potente e di una corazza frontale di spessore doppio rispetto a quella del cacciacarri da cui derivava. Il nuovo mezzo manteneva la caratteristica torretta aperta dei cacciacarri USA, ma aveva anche una copertura corazzata ripiegabile che l'equipaggio poteva distendere, come un tetto, sopra la torretta e che lo riparava dalle schegge dell'artiglieria. Inoltre era sempre presente, nella parte posteriore della torretta, un grande contrappeso, nel quale potevano essere stivati altri 11 proiettili.
I primi M36 cominciarono a comparire in Europa verso la metà del 1944. Alla fine ne furono prodotti 2324.
Il carro risultò gradito agli equipaggi in quanto erano pochi i carri americani dell'epoca che potevano mettere fuori combattimento, da grande distanza, i carri armati tedeschi più pesanti. L'apogeo del Jackson si ebbe durante l'offensiva delle Ardenne che si svolse tra il dicembre 1944 e l'inizio del 1945.

## Versioni
- M36: versione base del mezzo.

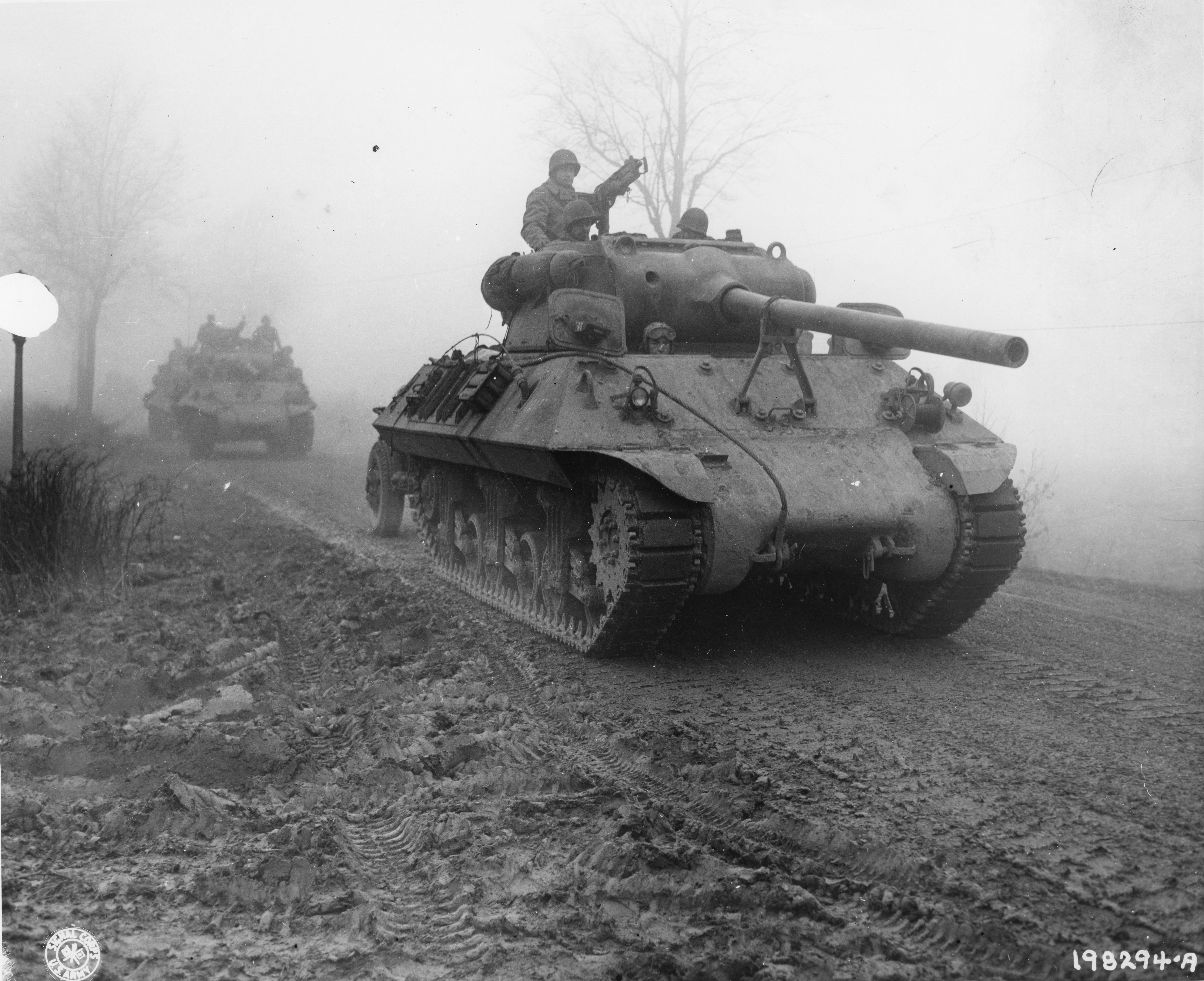
Cacciacarri M36 del 703º Battaglione cacciacarri, aggregato alla 82ª aviotrasportata, il 20 dicembre del 1944 nelle Ardenne.

- M36B1: mezzo dotato di torretta del Jackson montata però su uno scafo standard del carro medio M4 Sherman. Verso la fine del 1944 venne realizzato in circa 300 esemplari come soluzione di emergenza.
- M36B2: conversione ottenuta partendo dallo scafo, dotato di motore diesel, dell'M10A1.